# Фолиновая кислота
Фолиновая кислота (лейковорин) — витамер фолиевой кислоты, применяемый для коррекции токсического действия метотрексата и пириметамина, в терапии колоректального рака, а также для коррекции фолатной недостаточности и при отравлениях метанолом. Принимается перорально либо в виде внутримышечных или внутривенных инъекций.
Прием сопряжен с такими побочными эффектами, как нарушения сна, аллергические реакции и повышение температуры. Считается, что прием препарата не представляет особой опасности в период беременности и кормления грудью. При назначении пациенту с анемией требуется исключить дефицит витамина B12 (пернициозную анемию).

## Применение в медицине
Назначение фолиновой кислоты является частью целого ряда режимов химиотерапии, в которых противораковый препарат подавляет фолатный метаболизм.
Также фолиновую кислоту назначают при церебральной фолатной недостаточности — синдроме, при котором нарушается доставка фолатов в центральную нервную систему из-за сниженной функции рецептора фолиевой кислоты либо нарушенной функции сосудистого сплетения, и при врожденной мальабсорбции фолатов - заболевании, вызываемом мутациями гена PCFT.
При пиридоксин-зависимой эпилепсии допустимо назначение фолиновой кислоты в случае недостаточного терапевтического ответа на пиридоксин.

## Механизм действия
Фолиновая кислота является формилированной формой тетрагидрофолата. В отличие от фолиевой кислоты, фолиновая кислота может участвовать в реакциях фолатного метаболизма без помощи фермента дигидрофолатредуктаза. Так, фолиновая кислота преобразуется в 5,10-метилентетрагидрофолат и в 5-метилтетрагидрофолат без помощи данного фермента. Как следствие, ингибирование дигидрофолатредуктазы таким противораковым препаратом, как метотрексат, блокирует витаминную активность фолиевой кислоты, но не оказывает влияния на фолиновую кислоту.

## Нежелательные побочные реакции
В литературе описаны случаи, когда введение фолиновой кислоты при терапии опухолей сопровождалось реакциями гиперчувствительности.

## История
В 1948 году Хауэрд Зауберлих и Карл Август Бауман обнаружили, что рост бактерии Leuconostoc citrovorum невозможен без вещества, которое они назвали citrovorum-фактор. В результате дальнейших исследований была выяснена структура вещества и произведен его синтез.

## Альтернативные названия
Иногда используется неверное название "фолиниевая кислота".